# Dysphania imperatrix
Dysphania imperatrix là một loài bướm đêm trong họ Geometridae.